# جاك فوتريل
جاك فوتريل Jacques Futrelle (ولد عام 1875 في مقاطعة بايك بجورجيا – ومات عام 1912 في شمال الأطلنطي في مأساة غرق الباخرة تيتانيك) كان كاتباً أمريكياً وصحفياً ومدير مسرح وكاتباً لأدب الغموض..
وُلد جاك فوتريل في ولاية جورجيا عام 1875، وبعد مسيرة مهنية في الصحافة وإدارة المسرح في ريتشموند ونيويورك، انتقل مع زوجته ماي، وهي أيضاً كاتبة، إلى مدينة سكيتويت بولاية ماساتشوستس، التي أصبحت مقر إقامتهما الدائم. بدأ فوتريل في نشر قصص "آلة التفكير The Thinking Machine" في عام 1905 أثناء عمله ضمن هيئة تحرير صحيفة Boston American. نُشرت هذه القصص في البداية كسلاسل أسبوعية، وكان القُرّاء يتلقون جوائز إذا نجحوا في حل الألغاز.
حققت قصص "آلة التفكير" شهرة سريعة محلياً ودولياً، مما جعل فوتريل كاتباً ناجحاً في مجال الأدب البوليسي. خلال حياته، نُشرت مجموعتان من قصصه المختارة: (1907 The Thinking Machine) و(1908 The Thinking Machine on the Case). من أعماله الأخرى رواية "سيد الماس" (1909) و"مشبك سيدتي" (1912).
ظهرت قصص جاك فوتريل في الصحف والمجلات الشهيرة بين عامي 1905 و1912. جُمعت بعض هذه القصص في مجلدات، كما أُعيد نشر بعضها في العديد من المختارات القصصية (Collections). ومع ذلك، بقيت العديد من قصصه الأخرى مدفونة في أرشيفات الصحف القديمة، ولم يُعاد اكتشافها إلا لاحقاً.
في عام 1912، وبعد زيارة لأوروبا، عاد جاك فوتريل وزوجته إلى الولايات المتحدة على متن السفينة آر إم إس تايتانيك. عندما اصطدمت السفينة بالجبل الجليدي، دفع جاك زوجته إلى أحد قوارب النجاة لكنه رفض الصعود بنفسه، وغرق مع السفينة.

## البروفيسور أوجستوس إس إف إكس فان دوسين Professor Augustus S.F.X. Van Dusen
أشهر شخصياته جاك فوتريل كانت البروفيسور أوجستوس إس إف إكس فان دوسين، الملقب بـ "آلة التفكير"، وهو رجل قصير القامة، ضعيف البصر، ذو رأس ضخم، يتمتع بسلوك متعجرف وقدرات ذهنية خارقة. كان لهذا العالِم الغريب مساعد يتمثل في الصحفي الماكر هاتشينسون هاتش، الذي يجلب له القضايا. هذا النموذج من العمل الثنائي تم تقليده لاحقاً من قبل العديد من كتاب الغموض، بما في ذلك ريكس ستاوت في كتبه عن آرتشي جودوين ونيرو وولف. شارك فان دوسين مع شيرلوك هولمز في النهج العقلاني البارد لحل المشاكل، لكن دون نقاط الضعف البشرية لهولمز مثل تعاطي المخدرات.
ظهر البروفيسور فان دوسين لأول مرة في رواية "مطاردة اللوحة الذهبية " The Chase of the Golden Plate (1906)، حيث كان لا يزال شخصية ثانوية. تلا ذلك مجموعة قصصية بعنوان آلة التفكير (1907)، والتي صنفها الناقد وكاتب الغموض الحائز على الجوائز إتش آر إف كيتينغ H.R.F. Keating ضمن أفضل 100 كتاب غموض وجريمة نُشرت على الإطلاق.
 

في حين أن شيرلوك هولمز كان يمتلك بعض نقاط الضعف التي جعلته قريباً من القراء، جسدَ البروفيسور الفكر النقي دون كثير من اللمسات الإنسانية. البروفيسور يُعرف بلقب "آلة التفكير"، حيث يعتمد في حل الألغاز على تطبيق صارم للمنطق. في قصة "لغز غرفة الملابس Problem of Dressing Room 'A.'"، وفي النسخة الأصلية المنشورة في مجلة Sunday Magazines هناك مقدمة قصيرة بعنوان "آلة التفكير" شرح فوتريل كيف حصل البروفيسور على لقبه، حيث قال إنه لم يكن يعرف كيفية لعب الشطرنج، لكن بعد بضع ساعات من التدريب تمكن من هزيمة لاعب محترف، بطل العالم الخيالي في ذلك الوقت، تشايكوفسكي. عندما أثبت فان دوسين أنه لا يمزح، صرخ خصمه الروسي: 
"يا إلهي! أنت لست إنسانًا؛ أنت عقل... آلة... آلة تفكير".
"لا شيء مستحيل"، قال العالم بغضب. "العقل البشري قادر على كل شيء. إنه ما يميزنا عن المخلوقات الأخرى." 
"اثنان زائد اثنان يساوي دائمًا أربعة"، "لا شيء مستحيل"، و"كل شيء يبدأ لا بد أن يصل إلى مكان ما."
أول قصة له تكشف العديد من التفاصيل عن خلفيته ومظهره الخارجي وشخصيته:
"في مظهره الخارجي كان لا يقل غرابة عن اسمه. كان نحيلًا، بانحناء طفيف في كتفيه الرقيقين، ووجهه الشاحب يعكس حياة الجلوس الطويلة والانزواء. عيناه دائمًا ما تظهران بنظرة حادة ومنفرة - نظرة رجل يدرس أدق التفاصيل - وإذا أمكن رؤيتهما من خلال نظارته السميكة، بدتا كشقين ضيّقين من اللون الأزرق المائي. لكن أبرز ما في وجهه كان جبهته العالية العريضة بشكل غير طبيعي، تتوّجها كتلة كثيفة من الشعر الأشعث الأصفر. كل هذه السمات اجتمعت لتمنحه شخصية فريدة، تكاد تكون غريبة أو حتى هزلية.

كان فان دوسن ينحدر من أصول ألمانية بعيدة، وقد تميزت عائلته على مر الأجيال بإسهاماتها في العلوم، فكان هو النتيجة المنطقية لهذا الإرث العظيم، العقل المدبر الذي جسّد ذروة هذا الإرث. قبل كل شيء، كان منطقيًا من الطراز الأول. لقد قضى ما لا يقل عن خمسة وثلاثين عامًا من عمره، الذي يقارب الخمسين عامًا، في إثبات أن اثنين زائد اثنين يساوي دائمًا أربعة، إلا في الحالات النادرة التي يكون فيها الناتج ثلاثة أو خمسة، تبعًا للحالة. وكان يؤمن بشكل عام أن كل ما يبدأ لا بد أن ينتهي، وقد استطاع أن يوظف القوة العقلية المتركزة لأسلافه في حل أي مشكلة تُطرح عليه."

## آلة التفكير The Thinking Machine
نشر جاك فوتريل أولى قصص "آلة التفكير" في عام 1905. في السنوات السبع التي سبقت وفاته المفاجئة على متن سفينة تيتانيك عام 1912، كتب فوتريل ما لا يقل عن 50 قصة يظهر فيها محققه الغريب الأطوار، بالإضافة إلى العديد من القصص القصيرة والروايات القصيرة التي لم تشمل شخصية البروفيسور إس إف إكس فان دوسن، المعروف بلقب "آلة التفكير". نُشرت قصص فوتريل في عدد من المجلات الرفيعة وذات الأجور المرتفعة في تلك الفترة، مثل Red Book وSaturday Evening Post وHarper's.
من الجدير بالذكر أن بعض القصص نُشرت في أوقات مختلفة تحت عناوين مختلفة. على سبيل المثال، تُعرف قصة "The Problem of Dressing Room A" أيضًا باسم "The First Problem". أما مقدمة الشطرنج لتلك القصة فتُعرف أحيانًا بشكل منفصل تحت عنوان "The Thinking Machine". وقصة "The Leak" تُعرف أيضًا باسم "The Silver Box".

### آلة التفكير The Thinking Machine (مجموعة قصصية، 1907)
في هذه القصص، يتولى البروفيسور أوجستوس إس إف إكس فان دوسين حل مجموعة متنوعة من الألغاز بمساعدة صديقه ورفيقه هاتشينسون هاتش، وهو مراسل لصحيفة The Daily New Yorker.
نُشرت مجموعة واحدة فقط من قصص "آلة التفكير" في مجلد خلال حياة فوتريل، وهي بعنوان The Thinking Machine عام 1907. بعد وفاته، تم إصدار العديد من الكتب تحت نفس العنوان، بمحتويات مختلفة. 
تشمل الطبعات الكاملة جميع القصص الـ50 المعروفة لـ "آلة التفكير"، لكن قد توجد قصص أخرى لم يُعاد اكتشافها بعد.
1. لغز الشبح المشتعل "The Flaming Phantom"
2. "The Great Auto Mystery"
3. "The Man Who Was Lost"
4. "The Mystery of a Studio"
5. معضلة الزنزانة رقم ١٣ "The Problem of Cell 13"
6. "The Ralston Bank Burglary"
7. لغز الخيط القرمزي "The Scarlet Thread"

## المؤلفات الاخرى
- لغز الراديوم المفقود (Problem of the Lost Radium) نشرت في Sunday Magazines في ٧ أكتوبر ١٩٠٦.
- لغز لوحة روبنز المسروقة (Problem of the Stolen Rubens) نشرت في Sunday Magazines في ١٧ فبراير ١٩٠٧.
- لغز الشفرة القاتلة (The Mystery of the Fatal Cipher) نشرت في Boston American في يناير ١٩٠٦.
- لغز العِقد المفقود (Problem of the Missing Necklace) نشرت في Sunday Magazines في ٢١ اكتوبر١٩٠٦.

## الترجمات العربية
الترجمة العربية الوحيدة المتوفرة هي التي قامت بها مؤسسة هنداوي بترجمة سبع قصص قصيرة.

## توضيحات
| العنوان                                                 | الشرح |
| ------------------------------------------------------- | --- |
| آلة التفكير The Thinking Machine                        | لقب البروفيسور أوجستوس إس إف إكس فان دوسين |
| آلة التفكير The Thinking Machine                        | اسم مجموعة قصصية نشرت عام ١٩٠٧. |
| آلة التفكير The Thinking Machine                        | عنوان مقدمة نشرت مع النسخة الأصلية لقصة "لغز غرفة الملابس 'Problem of Dressing Room 'A."، في مجلة Sunday Magazines. والتي ذكرت فيها حادثة مباراة الشطرنج. |
| آلة التفكير يحل القضية The Thinking Machine on the Case | اسم مجموعة قصصية نشرت عام ١٩٠٨. |

## روابط خارجية
- جاك فوتريل على موقع IMDb (الإنجليزية)
- جاك فوتريل على موقع ميوزك برينز (الإنجليزية)